# كرايغ هيلير
كرايغ هيلير هو لاعب هوكي الجليد كندي، ولد في 28 فبراير 1978 في Cole Harbour, Nova Scotia ‏ في كندا.

## وصلات خارجية
- كرايغ هيلير على موقع دوري الهوكي الوطني (الإنجليزية)
- كرايغ هيلير على موقع EliteProspects.com (الإنجليزية)
- كرايغ هيلير على موقع HockeyDB.com (الإنجليزية)